# Sou suo
Pour plus de détails, voir Fiche technique et Distribution.
Sou suo (搜索, Sōusuǒ) est un film chinois réalisé par Chen Kaige, sorti en 2012.

## Fiche technique
- Titre original : 搜索, Sōusuǒ
- Titre français : Sou suo
- Réalisation : Chen Kaige
- Pays d'origine : Chine
- Format : Couleurs - 35 mm - Dolby Digital
- Genre : drame
- Durée : 117 minutes
- Date de sortie : 2012

## Distribution
- Gao Yuanyuan : Ye Lanqiu
- Chen Yao : Chen Ruoxi
- Mark Chao : Yang Shoucheng
- Wang Xueqi : Shen Liushu
- Chen Hong : Mo Xiaoyu
- Wang Luodan : Yang Jiaqi
- Chen Ran : Tang Xiaohua
- Zhang Yi : Zhang Mu